# Bérangère Jean
 (novembre 2019).
Si vous disposez d'ouvrages ou d'articles de référence ou si vous connaissez des sites web de qualité traitant du thème abordé ici, merci de compléter l'article en donnant les références utiles à sa vérifiabilité et en les liant à la section « Notes et références ».
Bérangère Jean, née le 24 août 1964 est une actrice française, notamment spécialisée dans le doublage.

## Filmographie

### Cinéma
- 1985 : À nous les garçons : Agnès
- 1985 : Le Soulier de satin : la bouchère
- 1986 : Nanou
- 1988 : Bernadette : Eugénie Troy
- 1991 : La Totale ! : Catherine
- 1993 : L'An de mes II : Milva
- 2019 : Salauds de pauvres (film à sketches)

### Télévision
- 1989 : Coplan (série télévisée)
- 1990 : Clérambard (téléfilm) : Étiennette Galuchon
- 1991 : L'Amant de ma sœur (téléfilm) : Brigitte
- 1992 : Un fil à la patte (téléfilm)
- 1995 : Talk Show (série télévisée)
- 1996 : L'Un contre l'autre (série télévisée)

## Doublage

### Cinéma

#### Films
- Maria Ribeiro dans :
  - Troupe d'élite (2007) : Rosane
  - Troupe d'élite 2 : L'Ennemi intérieur (2010) : Rosane
- 1999 : Révélations : Debbie De Luca (Debi Mazar)
- 2004 : Vera Drake : Joyce (Heather Craney)
- 2005 : Shackles : Bella (Juanita Bennings)
- 2008 : American Crude (es) : Cindy (Claudia Choi)
- 2009 : Jeux de pouvoir : Rhonda Silver (Katy Mixon)

#### Films d'animation
- City Hunter : La Mort de City Hunter : Miki
- City Hunter : Amour, Destin et un Magnum 357 : Miki
- Escaflowne - Une fille sur Gaïa : Mirana
- Shrek : Peter Pan
- Sengoku Basara: The Last Party : Ichi
- The Garden of Sinners : Toko Aosaki
- Trigun: Badlands Rumble : Meryl Stryfe
- Sailor Moon S, le film : Luna
- Sailor Moon Super S, le film : Luna
- 2024 : Baki Hanma vs Kengan Ashura : voix additionnelles

### Télévision

#### Séries télévisées
- Kaitlin Olson dans :
  - Philadelphia (depuis 2005) : Deandra « Dee » Reynolds (en)
  - The Riches (2007) : Hartley Underwood (5 épisodes)
  - Very Bad Nanny (2017-2018) : Mackenzie « Mickey » Murphy (37 épisodes)
  - Hacks (2021-2022) : Déborah « DJ » Vance (7 épisodes)

- 2006-2007 : Gilmore Girls : Lucy (Krysten Ritter) (8 épisodes)
- 2019-2020 : Trinkets : Vicky Truax (October Moore) et Shawn (Larisa Oleynik)
- 2022 : Blockbuster : ? ( ? )
- 2023 : La Reine Charlotte : Un chapitre Bridgerton : ? ( ? )

#### Séries d'animation
- 2002-2012 : Arthur : Suzie Armstrong, Flo Walters, Prunelle Deegan et Timmy Tibble (2e voix, saisons 7 à 15)
- Black Lagoon Roberta's Blood Trail : Revy
- Boogiepop Phantom : Tokan Miyashita, Shizue Wakasa
- Cowboy Bebop : Faye Valentine
- Fairy Tail : Natsu enfant, Kagura Mikazushi, Mavis Vermillion, Seilah
- Fruits Basket : Kyoko Honda
- W.I.T.C.H. : Elyone Portrait
- FLCL : La secrétaire du maire
- Ghost in the Shell: Stand Alone Complex :  Jeri
- Gundam SEED : Aisha, Erika Simmons, Ezaria Joule
- Gundam Seed Destiny : Erika Simmons, Talia Gladys
- Hellsing : Journaliste (épisode 4)
- Hunter × Hunter : Shizuku
- Kappa Mikey : Mitsuki
- L'Attaque des Titans : Ymir, Carla Jäger, Traute Caven, Mère de Mikasa
- Le Laboratoire de Dexter : la maîtresse
- Les Faucons de l'orage : Piper
- Nadja : Nadja Applefields et Collette Preminger
- Ni Hao, Kai-Lan : Stompy, Lulu et Sansan
- Orphen - Le Sorcier Noir : Cleo Everlastin
- Paradise Kiss : Isabella
- RahXephon : Helena Bähbem, Hiroko Asahina, Megumi Shitow, Sayoko Nanamori
- Samurai Girls : D'Artagnan
- Sword Art Online : Ura, la reine du lac
- The Big O : Sybil Rowan
- Trigun : Myril Stryfe
- Vision d'Escaflowne : Mirana, Eriya et Naria
- Wow! Wow! Wubbzy! : Daizy
- Sailor Moon : Luna (saison 5)
- 2015-2022 : Overlord : Narberal Gamma
- 2019-2023 : Kengan Ashura : Shion Soryuin
- 2024-2025 : Fairy Tail: 100 Years Quest : Samemi et Mavis

#### OAV
- 3×3 Eyes : Sanjyan
- 3×3 Eyes Seima Densetsu : Sanjyan
- Armitage III :
- City Hunter : Bay City Wars : Miki
- City Hunter : Complot pour un million de dollars : Miki
- El Hazard - Le Monde Merveilleux 2 : Ifurita
- La Légende de Crystania : Cher / Pirotes

### Jeux vidéo
- 2014 : Skylanders: Trap Team : Tuff Luck
- 2016 : Final Fantasy XV : voix additionnelles
- 2024 : Final Fantasy VII Rebirth : voix additionnelles